# Robert Nordmark (musiker)
John Robert Nordmark, född 26 mars 1968 i Piteå, är en svensk jazzmusiker (saxofonist). 
Nordmark är utbildad vid Framnäs folkhögskola och Kungliga Musikhögskolan. Han har spelat i band som Fredrik Norén Band och med Hector Bingert. Hans nuvarande band heter Robert Nordmark Quartet. Där ingår Sebastian Voegler, trummor, Filip Augustson, bas, och Peter Nylander, gitarr. Det tidigare bandet hette Robert Nordmark Sextet.
Nordmark, som är bosatt i Stockholm, håller också tillsammans med tenorsaxofonisten Karl-Martin Almqvist i bandet Bjærv Encounters. Där ingår gitarristen Peter Nylander, basisten Martin Höper och trumslagaren Peter Danemo. Bandet debuterade 2010 med skivan Bjærv Encounters och släppte 2014 uppföljaren Flight.